# Grant Sitton
Grant Sitton (Brush Prairie, 27 april 1993) is een Amerikaans professioneel basketballer. In het seizoen 2018-2019 was hij actief in Nederland voor de club Donar. Sitton speelt meestal op de power-forward-positie.

## Schoolbasketbal
Sitton speelde op school basketbal voor Clackamas Community College (2013–2014) en op de Universiteit van Victoria (2014-2017). In 2015-2016 haalde Sitton gemiddeldes van 14,4 punten en 4,9 rebounds per wedstrijd. In 2014-15 werd Sitton met zijn team kampioen van de CanWest divisie en werd de halve finale van het CIS Final 8 toernooi behaald.

## Professionele carrière
In 2017 tekende Sitton zijn eerste profcontract met het Slowaakse team BC Prievidza.. Dit contract verlengde hij op 24 mei 2018 met nog een jaar.
Op 19 juli 2018 maakte Sitton gebruik van een clausule in zijn contract waardoor hij een contract voor een jaar kon tekenen met de Nederlandse club Donar, de regerend kampioen van de Dutch Basketball League (DBL).

## Erelijst
- Supercup (1) 2018